# Robin Duvillard
Pour les articles homonymes, voir Duvillard.
Robin Duvillard, né le 22 décembre 1983 à Saint-Martin-d'Hères (Isère), est un fondeur français.
Il remporte la médaille de bronze au relais 4 × 10 km de ski de fond aux Jeux olympiques d'hiver à Sotchi le 16 février 2014 avec Jean-Marc Gaillard, Maurice Manificat et Ivan Perrillat Boiteux.

## Biographie
Licencié au club de Villard-de-Lans, il apparaît dans les courses de la FIS en 2001, puis est sélectionné pour les Championnats du monde junior en 2002 et 2003, avec comme meilleur résultat une onzième place. En 2004, il est au départ de sa première manche de Coupe du monde à La Clusaz. Il doit attendre pour monter sur son premier podium en sénior, à l'occasion de la Coupe OPA à Cogne en janvier 2007.
Il marque ses premiers points pour le classement général de Coupe du monde en mars 2008 au cinquante kilomètres de Holmenkollen (21e). En décembre 2009, il signe le meilleur résultat individuel sur une manche de Coupe du monde avec le sixième rang au quinze kilomètres libre de Davos.
Il a pris part aux Jeux olympiques de 2010 où il obtient une 50e place en poursuite, ainsi qu'aux Championnats du monde en 2011 et 2013 avec pour meilleur résultat une 9e place acquise en relais aux côtés de Mathias Wibault, Ivan Perrillat Boiteux et Maurice Manificat. Il ne compte pas de podium en Coupe du monde sur une manche à part entière, son meilleur résultat étant une 4e place obtenue en relais à Sjusjoen en novembre 2011 avec Gaillard, Manificat et Christophe Perillat.
En fin d'année 2013, il se distingue à nouveau sur son site favori, Davos avec le sixième rang au trente kilomètres libre.
Le 16 février 2014, il remporte la médaille de bronze lors du relais 4 × 10 km des Jeux olympiques de Sotchi avec l'équipe de France (aussi composée de Jean-Marc Gaillard, Maurice Manificat et Ivan Perrillat Boiteux).
Sur le 50 km de ces mêmes Jeux olympiques Duvillard terminera sixième du 50 km à 14,9 secondes de la victoire. 
Un an plus tard aux Mondiaux de Falun, il est médaillé de bronze en relais avec Jean-Marc Gaillard, Maurice Manificat et Adrien Backscheider. Durant ses championnats, il signe une huitième place au skiathlon, soit son deuxième meilleur placement dans une course dans un rendez-vous majeur.
Son meilleur résultat individuel sur une course de Coupe du monde est une deuxième place sur la dernière étape du Tour de ski 2016.
Après une première victoire en 2017, il remporte en 2019 la Transjurassienne.
Après le cinquante kilomètres des championnats du monde 2019 où il termine 27e, il annonce mettre un terme à sa carrière en équipe de France.

## Palmarès

### Jeux olympiques

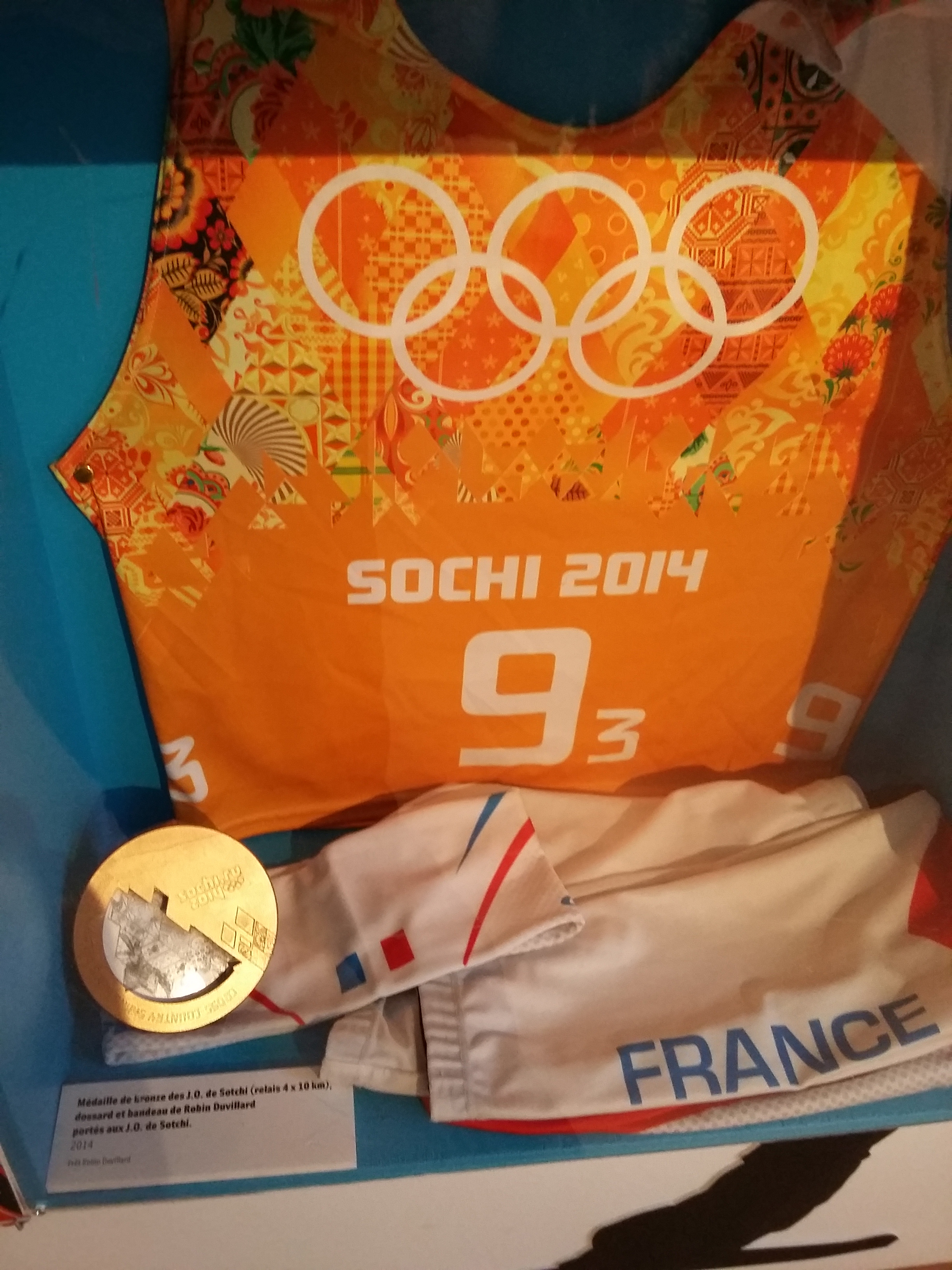
Dossard et médaille de bronze de Robin Duvillard aux jeux olympiques de 2014.

Robin Duvillard a remporté une médaille de bronze aux Jeux olympiques d'hiver en 2014.
| Épreuve / Édition | Sprint                           | Sprint                           | 15 km                            | 15 km                            | Poursuite / Skiathlon 2 × 15 km | 50 km | Relais | Relais                              |
| Épreuve / Édition | libre                            | classique                        | libre                            | classique                        | Poursuite / Skiathlon 2 × 15 km | 50 km | Sprint | 4 × 10 km                           |
| JO 2010 Vancouver | Épreuve inexistante à cette date | —                                | —                                | Épreuve inexistante à cette date | 50e                             | —     | —      | —                                   |
| JO 2014 Sotchi    | —                                | Épreuve inexistante à cette date | Épreuve inexistante à cette date | —                                | —                               | 6e    | —      | Médaille de bronze, Jeux olympiques |

Légende :
- : troisième place, médaille de bronze
- : pas d'épreuve
- — : non disputée par Duvillard

### Championnats du monde
Robin Duvillard a remporté une médaille en cinq participations aux Championnats du monde, de 2011 à 2019. Son meilleur résultat était une 9e place acquise en 2013 en relais aux côtés de Mathias Wibault, Ivan Perrillat Boiteux et Maurice Manificat. En 2015, il remporte la médaille de bronze du relais avec Jean-Marc Gaillard, Maurice Manificat et Adrien Backscheider. Lors de cette édition, il obtient son meilleur résultat à titee individuel en terminant huitième du skiathlon.
| Épreuve / Édition           | Sprint                           | Sprint                           | 15 km                            | 15 km                            | Poursuite / Skiathlon 2 × 15 km | 50 km | Relais | Relais                    |
| Épreuve / Édition           | libre                            | classique                        | libre                            | classique                        | Poursuite / Skiathlon 2 × 15 km | 50 km | Sprint | 4 × 10 km                 |
| Mondiaux 2011 Oslo          | —                                | Épreuve inexistante à cette date | Épreuve inexistante à cette date | —                                | —                               | 33e   | —      | 11e                       |
| Mondiaux 2013 Val di Fiemme | Épreuve inexistante à cette date | —                                | 44e                              | Épreuve inexistante à cette date | —                               | —     | —      | 9e                        |
| Mondiaux 2015 Falun         | Épreuve inexistante à cette date | —                                | 11e                              | Épreuve inexistante à cette date | 8e                              | —     | 10e    | Médaille de bronze, monde |
| Mondiaux 2017 Lahti         | —                                | Épreuve inexistante à cette date | Épreuve inexistante à cette date | —                                | —                               | 25e   | —      | —                         |
| Mondiaux 2019 Seefeld       | —                                | Épreuve inexistante à cette date | Épreuve inexistante à cette date | —                                | —                               | 27e   | —      | —                         |

Légende :
- : troisième place, médaille de bronze
- : pas d'épreuve
- — : non disputée par Duvillard

### Coupe du monde
- Meilleur classement général : 34e en 2015.
- Meilleur résultat individuel : 6e.

#### Tour de ski
- 20e en 2011 et 2014.
- 1 podium d'étape : il réalise le deuxième temps de la montée finale de l'Alpe Cermis lors de l'édition 2016[5].

#### Classements par saison
| Saison/Classement | Saison/Classement | Général | Général | Distance | Distance | Sprint | Sprint | Tour de ski depuis 2007 | Finales depuis 2008              | Nordic Opening depuis 2011       |
| ----------------- | ----------------- | ------- | ------- | -------- | -------- | ------ | ------ | ----------------------- | -------------------------------- | -------------------------------- |
| Saison/Classement | Saison/Classement | Class.  | Points  | Class.   | Points   | Class. | Points | Tour de ski depuis 2007 | Finales depuis 2008              | Nordic Opening depuis 2011       |
| 2008              | 2008              | 136e    | 10      | 77e      | 10       | -      | -      | —                       | —                                | Épreuve inexistante à cette date |
| 2009              | 2009              | -       | -       | -        | -        | -      | -      | —                       | —                                | Épreuve inexistante à cette date |
| 2010              | 2010              | 82e     | 66      | 48e      | 66       | -      | -      | 35e                     | —                                | Épreuve inexistante à cette date |
| 2011              | 2011              | 51e     | 125     | 38e      | 75       | -      | -      | 20e                     | 28e                              | 60e                              |
| 2012              | 2012              | 61e     | 103     | 45e      | 71       | -      | -      | 23e                     | —                                | 80e                              |
| 2013              | 2013              | 57e     | 89      | 44e      | 89       | -      | -      | 48e                     | —                                | 30e                              |
| 2014              | 2014              | 44e     | 194     | 22e      | 147      | 99e    | 3      | 20e                     | 31e                              | —                                |
| 2015              | 2015              | 34e     | 184     | 22e      | 184      | -      | -      | Abandon                 | Épreuve inexistante à cette date | 55e                              |
| 2016              | 2016              | 31e     | 242     | 24e      | 198      | -      | -      | 31e                     | Épreuve inexistante à cette date | Abandon                          |
| 2017              | 2017              | 154e    | 4       | 109e     | 4        | -      | -      | —                       | Épreuve inexistante à cette date | Abandon                          |
| 2018              | 2018              | 85e     | 39      | 55e      | 39       | -      | -      | —                       | 67e                              | —                                |
| 2019              | 2019              | 109e    | 20      | 74e      | 20       | -      | -      | —                       | —                                | —                                |

### Championnats du monde junior
Robin Duvillard a participé à deux reprises aux Championnats du monde junior en 2002 à Schonach et 2003 à Solleftea. Son meilleur résultat y est une 11e place sur le 10 km en style libre en 2002.
| Épreuve / Édition       | Sprint | Sprint                           | 10 km                            | 10 km                            | 30 km                            | Relais                           |
| Épreuve / Édition       | libre  | classique                        | libre                            | classique                        | 30 km                            | Relais                           |
| Mondiaux 2002 Schonach  | 35e    | Épreuve inexistante à cette date | 11e                              | Épreuve inexistante à cette date | 50e                              | Épreuve inexistante à cette date |
| Mondiaux 2003 Sollefteå | 37e    | Épreuve inexistante à cette date | Épreuve inexistante à cette date | 43e                              | Épreuve inexistante à cette date | 15e                              |

### Jeux mondiaux militaires
- Le Grand-Bornand 2013
  -  Médaille d'or sur le quinze kilomètres libre.

### Worloppet Cup
- Gagnant de la Transjurassienne en 2017 et 2019.

### Coupe OPA
- 11 podiums, dont 4 victoires.

### Championnats de France
Champion de France élite :
- Longue distance : 2018
- Courte distance :
- Sprint :  2006
- Poursuite : 2015
- Relais : 2014 - 2016

## Publications
- Le ski de fond...en comble, de Robin Duvillard, éditions les Passionnés de bouquins, Décembre 2022, 312 pages avec illustrations de Faro et une couverture d'après un tableau de Lucie LLONG.

## Décorations
- Chevalier de l'Ordre national du Mérite en 2014[6]